# Giovanni van Bronckhorst
Giovanni Christiaan "Gio" van Bronckhorst OON (phát âm tiếng Hà Lan: [ɟijoːˈvɑni vɑm ˈbrɔŋkɦɔrst] ⓘ; sinh ngày 5 tháng 2 năm 1975), biệt danh là Gio, là một cựu cầu thủ bóng đá Hà Lan và là huấn luyện viên trưởng của Beşiktaş. Anh có thể thi đấu ở vị trí tiền vệ, nhưng về cuối sự nghiệp anh chuyển sang đá ở vị trí hậu vệ trái. Cựu cầu thủ Barca mang trong mình dòng máu Indonesia đậm đặc, khi có cha là người Hà Lan gốc Indonesia, còn mẹ đến từ quần đảo Maluku, miền đông Indonesia.
Trong thời gian thi đấu đỉnh cao, Van Bronckhorst từng chơi cho RKC Waalwijk, Feyenoord, Rangers, Arsenal, Barcelona. Anh là cầu thủ quan trong đội hình Barcelona vô địch UEFA Champions League 2005-06, có mặt trong đội hình xuất phát ở trận chung kết, cũng như ra sân toàn bộ các trận đấu ở Champions League của Barcelona mùa giải đó.
Van Bronckhorst có 107 trận đấu quốc tế cho Đội tuyển bóng đá quốc gia Hà Lan, tham dự ba Giải vô địch bóng đá thế giới vào các năm 1998, 2006 và 2010, cũng như ba Giải vô địch bóng đá châu Âu vào các năm 2000, 2004 và 2008. Sau khi mang băng đội trưởng của Cơn lốc màu da cam trong trận chung kết Giải vô địch bóng đá thế giới 2010, anh được trao Huân chương Orange-Nassau.
Sau khi làm trợ lý ở U-21 Hà Lan và Feyenoord, Van Bronckhorst trở thành huấn luyện viên của Feyenoord vào tháng 5 năm 2015. Anh giành Cúp KNVB trong mùa giải đầu tiên và vô địch Eredivisie vào năm 2017.